# Gerona (Tarlac)
Gerona ist eine Großraumgemeinde in der Provinz Tarlac auf der Insel Luzon auf den Philippinen. Sie hat 87.531 Einwohner (Zensus 1. August 2015), die in 44 Barangays leben. Sie gehört zur 1. Einkommensklasse der Gemeinden auf den Philippinen.
Ihre Nachbargemeinden sind Tarlac City im Süden, die Gemeinde Pura im Osten, die Gemeinde Paniqui im Norden und die Gemeinde Santa Ignacia im Westen.
Die Gemeinde liegt ca. 14,4 km nördlich von Tarlac City und ca. 139 km nordwestlich von der philippinischen Hauptstadt Manila und ist von dort über den Mc Arthur Highway zu erreichen.

## Weblinks

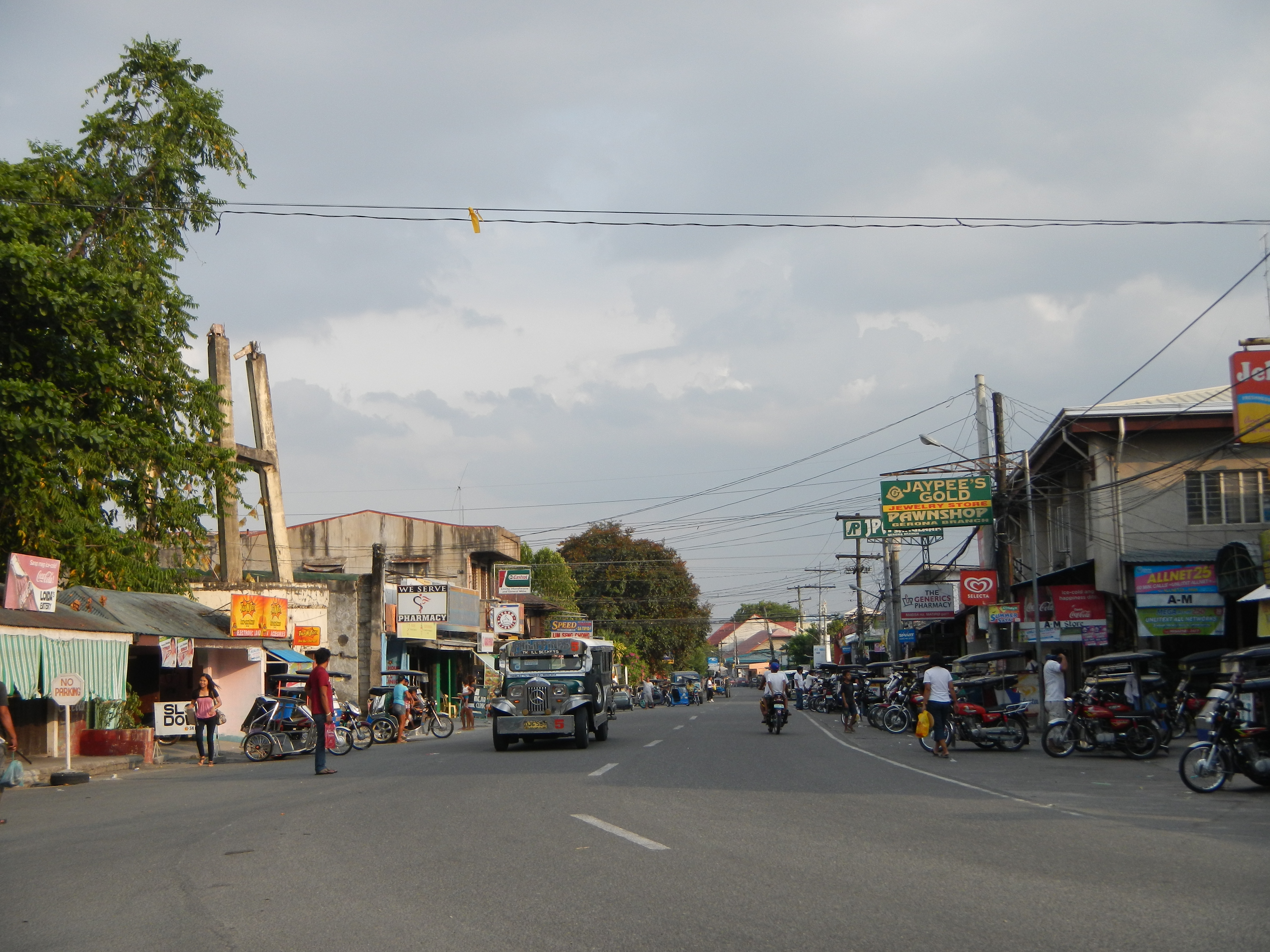
Gerona, Straßenbild

## Barangays
| - Abagon - Amacalan - Apsayan - Ayson - Bawa - Buenlag - Bularit - Calayaan - Carbonel - Cardona - Caturay - Danzo - Dicolor - Don Basilio - Luna | - Mabini - Magaspac - Malayep - Matapitap - Matayumcab - New Salem - Oloybuaya - Padapada - Parsolingan - Pinasling (Pinasung) - Plastado - Poblacion 1 - Poblacion 2 - Poblacion 3 - Quezon | - Rizal - Salapungan - San Agustin - San Antonio - San Bartolome - San Jose - Santa Lucia - Santiago - Sembrano - Singat - Sulipa - Tagumbao - Tangcaran - Villa Paz |